# Zane Kaluma
Zane Kaluma, född 3 december 2004, är en lettisk rodelåkare.

## Karriär
Vid VM 2024 i Altenberg tog Kaluma silver tillsammans med Anda Upīte i både dubbel och dubbelsprint samt brons tillsammans med Elīna Ieva Vītola, Mārtiņš Bots, Roberts Plūme, Kristers Aparjods och Anda Upīte i lagstafetten.